# Piotr Wilk (muzykolog)
Piotr Wilk (ur. 3 listopada 1969 w Gliwicach) – polski muzykolog, doktor habilitowany nauk o sztuce, specjalizujący się w muzyce baroku.

## Życiorys
Studiował muzykologię na Uniwersytecie Jagiellońskim. Następnie także w Royal Holloway Uniwersytetu Londyńskiego, Uniwersytecie w Ferrarze, Uniwersytecie Bolońskim oraz Uniwersytecie Rzymskim „La Sapienza”. W 2002–2004 pracował jako naukowiec w Wydziale Historii Sztuk Pięknych i Muzyki Uniwersytetu Padewskiego. W 2004 powrócił do kraju, aby objąć stanowisko adiunkta w nowo utworzonym Zakładzie Muzykologii Uniwersytetu Wrocławskiego. Od 2007 pracuje na Uniwersytecie Jagiellońskim, najpierw jako adiunkt, później profesor (od 2017). W 2008–2012 pełnił funkcję wicedyrektora ds. dydaktyki i studenckich Instytutu Muzykologii. W 2004–2012 był redaktorem naukowym kolejnych tomów Encyklopedii muzycznej PWM, a w 2017 powierzono mu funkcję redaktora naczelnego „Musica Iagiellonica”.

## Publikacje
- 2002: Marco Uccellini: Sonate over canzoni da farsi a violino solo e basso continuo. Lucca.
- 2006: Sonata na skrzypce solo w siedemnastowiecznych Włoszech. Wrocław.
- 2007: Aldebrando Subissati. Sonate per violino solo e basso continuo: Giovanni Francesco Anerio Antiphonae binis, ternis & quaternis vocibus cum basso ad organum. Kraków.
- 2014: Wenecki koncert instrumentalny w epoce Vivaldiego. Kraków.